# Los Impostores (Thunderbirds)
«Los Impostores» es el 16.º episodio de la primera temporada de los Thunderbirds, serie de televisión de Gerry Anderson para Supermarionation y el 19.º episodio producido. El episodio salió al aire primero en ATV Midlands el 13 de enero de 1966. Fue escrito por Dennis Spooner y dirigido por Desmond Saunders.

## Sinopsis
Dos hombres dicen ser los agentes del Rescate Internacional y salvan a un hombre atrapado, robando los papeles confidenciales de una bóveda subterránea adyacente. Tras este incidente, a Rescate Internacional se le rescinde el permiso para efectuar rescates, impidiendo que puedan ayuda a un hombre en el espacio. De repente, Penélope descubre la identidad de los impostores, y Alan y Scott pueden rescatar al astronauta.

## Argumento
Un Helijet que lleva al reportero de la Televisión Mundial, Eddie Kerr se apresura a la escena de una maniobra de rescate y aterriza al lado de una nave camuflada como un aparato de Rescate Internacional. Kerr toma su cámara y la lleva al borde de un pozo de mina cerca de una Estación de Investigación Aeronáutica y explica que el subsuelo se derrumbó, atrapando a un hombre a quien el Rescate Internacional está salvando en esos momentos. Un hombre que portando el uniforme de IR sale a la superficie con la víctima del accidente, pero él no es ninguno de los hermanos Tracy. Otro hombre en la muchedumbre toma su fotografía.
Un periódico que habla del evento llega a la Isla Tracy, confundiendo a los habitantes. Jeff intenta esconder su descontento diciendo que los impostores salvaron una vida y ese a final de cuentas es su trabajo. Él desconoce, sin embargo, que el rescate era fingido y el plan original era irrumpir en las bóvedas subterráneas de la Estación de Investigación Aeronáutica durante 'el rescate'. El general Lambert celebra una reunión en el Satélite HQ en que él dice que fueron robados planes ultrasecretos para el nuevo AL4. Él cree que todos los rescates han sido planeados para ocultar el robo de planes secretos y que debe de haber una cantidad considerable de miembros de la organización de Rescate Internacional. Él decide preparar una búsqueda mundial rastreando secretamente a IR.
Pronto portaaviones, camiones radar, tanques, helijets e incluso un avión de Rescate Aeronaval están peinando el mundo. Un satélite perseguidor, Observatorio Espacial 3, tripulado por dos técnicos, Elliott y Hale, orbitan alrededor de la Tierra, examinando el Pacífico Sur para localizar cualquier nave rara. Los Tracy miran como Kerr entrevista a Lambert que expone sus teorías acerca de la localización de la base de IR. Jeff planea cerrar las operaciones, incluso arriesgando vidas, hasta que los impostores puedan ser encontrados y el nombre de IR limpiado. Con este fin él alerta a todos los agentes de IR alrededor del mundo estar atentos sobre algo raro y le dice Lady Penelope que viaje a EE. UU. para cuestionar a los testigos del rescate.
Parker lleva el equipaje de Penélope al FAB 1 y ellos se dirigen hacia Aeropuerto de Londres, donde el FAB 1 es cargado en un Fireflash y Penélope y Parker suben al bar en el compartimiento de primera clase en el ala. Las tomas de fuera muestran que el avión está siendo piloteado por el capitán Hanson, que como Penélope, se pregunta cómo podrán encontrarán a los impostores. 
En un bosque en Arizona, el orgulloso Jeremiah Tuttle dispara a un animal para comer para la cena pero mientras está afuera él nota algunas huellas de avión en el barro. Creyendo que esto es muy sospechoso él regresa a su casa y se comunica con Alan por la radio para darle la información, siendo otro agente de Rescate Internacional. Jeff está vigilando a un grupo de hombres enviados por Lambert que no ha encontrado nada en la isla. Aprendiendo del mensaje de Jeremiah, Jeff cree que fue simplemente un avión que tenía que hacer un aterrizaje forzoso en el área. Él ignora que los impostores, Jenkins y Carela, están usando una vieja mina cerca de Jeremiah como un escondite. 
Las fuerzas de Lambert no han encontrado nada en su búsqueda inicial pero han sido instruidos para continuar. El dispositivo rastreandor DK0 ha desarrollado una falla en el Observatorio Espacial 3 y pasaran 4 horas antes de volver a transmitir. John escucha el informe de Elliott a Lambert pero Jeff le ordena no pensar en ningún intento de rescate. La falla necesita ser arreglada desde afuera y para ello Elliott se pone un traje espacial y sale al espacio a la antena. Él se ata a la antena con sogas para impedirle flotar libre en el espacio y entonces comienza las reparaciones.
Proponiéndose como una reportera de una revista, Penélope entrevista al reportero Kerr de la Televisión Mundial el cual le dice que los impostores estaban viajando en un avión de reacción tipo EJ2 y viajando en dirección sursudoeste después del rescate. Ella pasa la información a la Isla Tracy. Los Tracy comprenden que, debido el rango limitado del EJ2 y su dirección habría llegado al área en que Jeremiah encontró las huellas. Jeff prepara una reunión entre Penélope y Jeremiah.
Elliott ha terminado las reparaciones fuera de la estación espacial pero Hale y las reparaciones interiores tardarán otras dos horas. Elliott se desata e intenta flotar de regreso a la esclusa de aire pero él aprieta un botón incorrecto en su propulsor y es disparado al espacio. Jeremiah y Ma Tuttle están manejando en su automóvil anticuado para encontrarse al FAB 1. Angustiado que ellos lleguen tarde, Jeremiah enciende el motor a reacción, dando alcance a un automóvil más rápido, mucho es su asombro cuando ven al dueño. Hale informa lo que le ha pasado a Elliott y ha estimado que él sólo tiene tres horas de oxígeno. Como enviarle un cohete es imposible por el tiempo, Lambert está deseoso sacrificarlo y ordena a Hale que continúe con las reparaciones.
Habiendo oído, John informa a Jeff pero él se niega a ayudar renuentemente. Jeremiah le dice lo que él ha descubierto a Penélope y que él sospecha que la mina haría de un buen escondite. Negándose a permitirlo manejan él, ella y Parker hacia la mina en el FAB 1 pero pronto queda atrapado en el barro y se ven obligados a seguir a pie. Cuando Hale tiene las reparaciones casi acabadas, Jeff cambia a su postura y envía a Alan y a Scott a que salven a Elliott en el Thunderbird 3. El Satélite HQ descubre el lanzamiento y Hale ve la propia nave pero es incapaz confirmar de donde vino debido a la falla. Lambert planea rastrear al Thunderbird 3 cuando vuelva a la base. Scott y Alan descubren a Elliott brevemente en su radar y salen en su búsqueda. Viéndolo en realidad, ellos se preparan para recogerlo.
Jenkins y Carela se están preparando para dejar la mina y vender los planos del AL4. Llegando a la mina, Penélope intenta sólo disparar un tiro de la advertencia, descubriendo que su arma se encuentra atorada con barro, siendo víctima de la desesperación comienza a subir su voz. Su voz alerta a los impostores que surgen de la mina con sus rifles. Jeremiah y Ma, sin embargo, han seguido a Penélope y Parker en secreto y Jeremiah está disparando a los impostores para obligarlos a retirarse y cubrir a sus compañeros. Finalmente, una lata de frijoles explosivos de Ma es tirada en a la mina y ellos salen a rendirse.
Lambert recibe una llamada telefónica de la Casa Blanca ordenándole retirar la búsqueda y él ordena a Hale no rastrear el regreso del Thunderbird 3. Ahora el rescate es seguro, Elliott felicita a Alan y Scott por ser de Rescate Internacional real cuando ellos lo regresan al satélite.

## Reparto

### Reparto de voz regular
- Jeff Tracy — Peter Dyneley
- Scott Tracy — Shane Rimmer
- Virgil Tracy — David Holliday
- Gordon Tracy - David Graham
- Alan Tracy — Matt Zimmerman
- John Tracy — Ray Barrett
- Aloysius "Nosey" Parker — David Graham
- Tin-Tin Kyrano — Christine Finn
- Lady Penélope Creighton-Ward - Sylvia Anderson

### Reparto de voz invitado
- General Lambert - Ray Barrett
- Elliott - David Graham
- Eddie Kerr - Matt Zimmerman
- Jeremiah Tuttle - Peter Dyneley
- Ma Tuttle - Sylvia Anderson
- Jenkins - Ray Barrett
- Carela - David Graham
- Hale - Ray Barrett
- Capitán Hanson - David Graham
- Copiloto del Fireflash - Ray Barrett
- Azafata del Fireflash - Sylvia Anderson
- Coronel - Ray Barrett
- Wakefield - Matt Zimmerman
- Oficinista de la Fuerza Aérea - Peter Dyneley
- Teniente de la Fuerza Aérea - Peter Dyneley
- Piloto de carreras - Matt Zimmerman
- Piloto del Helijet - David Graham
- Control de búsqueda - David Graham
- Jack - David Graham

## Equipo principal
Los vehículos y equipos vistos en el episodio son:
- Thunderbird 3
- Thunderbird 5
- FAB 1
- Fireflash
- EJ2 Jet
- Helijet

## Errores
- Cuando los hermanos Tracy abordan el Thunderbird 3, Alan hace un cambio rápido de ropa antes de subir en el ascensor (como en El que no fue Invitado). Esta vez, Scott hace un cambio rápido también: inicialmente él está llevando un traje amarillo y camisa anaranjada, pero simplemente antes del despegue nosotros lo vemos en su suéter a rayas con cuello y chaqueta azul.
- Después del rescate, Elliott dice a Scott y a Alan que son grandes que ellos han limpiado su nombre y Scott contesta, "Usted puede decir eso de nuevo", sin mover sus labios.